# 净觉寺 (玉田)
淨覺寺，在中國河北省唐山市玉田縣城東南22公里的楊家套鄉蠻子營村東，地處浭水与沙流河交匯地，北望燕山餘脈。
為全國重點文物保護單位（2006年第六批）暨國家3A級旅遊景區。有京東第一寺之譽，黃色琉璃瓦代表其曾為皇家寺院。
始建於唐代（玉田即唐代漁陽），興於遼金。現存建築主要為清代遺存（1842－1855年間重建），兼具明清兩代風格。
佔地1.85萬平方米，有建築81間、門樓6座，造像百餘尊，碑刻8統以及石獅、大鐘、牌匾等。門殿為高12米的無樑殿，青磚拱券別具一格。淸末書法家董爾昌（玉田人）、王敬德的題匾碑刻字體遒勁飄逸。

## 鏈接
浄覺寺的書法